# Sanda (Hyogo)
Sanda (三田市 -shi) é uma cidade japonesa localizada na província de Hyogo.
Em 2003 a cidade tinha uma população estimada em 113 761 habitantes e uma densidade populacional de 541,15 h/km². Tem uma área total de 210,22 km².
Recebeu o estatuto de cidade a 1 de Julho de 1958.

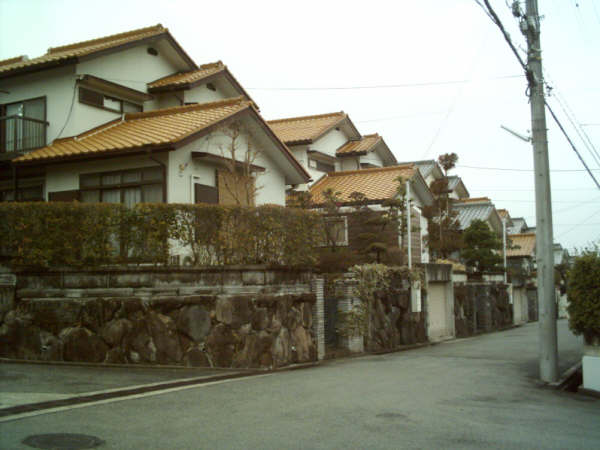
Área residencial da cidade.